# كورتيس إتش. كاسل
كورتيس إتش. كاسل هو سياسي أمريكي، ولد في 4 أكتوبر 1848 في غاليسبورغ في الولايات المتحدة، وتوفي في 12 يوليو 1928 في سانتا باربارا في الولايات المتحدة. نشط حزبياً في حزب الشعب. وقد انتخب عضو مجلس النواب الأمريكي ‏.